# تفاعل التنكس
تَفاعُلُ التَّنَكُّس  أو تفاعل الحُؤُول (بالإنجليزية: Reaction of degeneration)‏ هوَ حالة مَرضية تَنتج بِسبب تَغير في استِجابة العَضلات الكَهربائِية نتيجة لإِزالة تَعصيب العَضلة.

## خصائصه
1. نَقص في استِجابة العَضلة.
2. تصبح العَضلة غير قابلة للتهيج بِالتيار الفَارادي [6] وتتهيج فَقط بالتيار الجلفاني.[7]
3. يُصبح الانقباض بِسبب إغلاق الأنود أكثر من الانقباض بسبب إغلاق الكاثود.

## المَراجع
1. ↑  المعجم الطبي ،الإصدار الثاني ،ترجمة Reaction of degeneration
2. ↑  "LDLP - Librairie Du Liban Publishers". مؤرشف من الأصل في 2020-05-11. اطلع عليه بتاريخ 2016-12-28.
3. ↑  of degeneration&field_magal=Medical "Al-Qamoos القاموس - English Arabic dictionary / قاموس إنجليزي عربي". مؤرشف من الأصل في 2016-12-29. اطلع عليه بتاريخ 2016-12-28. {{استشهاد ويب}}: تحقق من قيمة |مسار أرشيف= (مساعدة)
4. ↑  هي حالة مَرضية تنتج بسبب خلل في أعصاب العَضلة الحَركية .
5. ↑  E. Hall، John (2011). Guyton and Hall Textbook of Medical Physiology/12th ed. United States of America. ISBN:978-1-4160-4574-8.{{استشهاد بكتاب}}:  صيانة الاستشهاد: مكان بدون ناشر (link)
6. ↑  هوَ التَيار المُتردد.
7. ↑  هوَ التَيار المُستمر.